# لین دوگارد
لین دوگارد (دانمارکی: Line Daugaard؛ زادهٔ ۱۷ ژوئیهٔ ۱۹۷۸) بازیکن هندبال اهل دانمارک بود.
از افتخارات وی می‌توان به کسب مدال طلا به‌ همراه تیم ملی هندبال زنان دانمارک در بازی‌های المپیک تابستانی ۲۰۰۴ اشاره کرد.